# William Nicholson
William Newzam Prior Nicholson (5 de febrero de 1872 – 16 de mayo de 1949) fue un pintor inglés, también conocido por su obra como ilustrador y autor de libros para niños.
Era hijo de William Newzam Nicholson, un industrial y miembro del parlamento conservador por Newark, y Annie Elizabeth, hija de Joseph Prior y Elizabeth (de soltera Mallam) de Woodstock, Oxon. 
Fue estudiante en la escuela de arte de Hubert von Herkomer. Su asociación con James Pryde, su cuñado, fue conocida por su llamativa obra gráfica y xilografía—fueron conocidos como los Beggarstaff Brothers, y su trabajo de cartel fue históricamente significativo. Se casó con Mabel Pryde (1871-1918), también artista, en 1893.
Después de 1900 se concentró en la pintura, animado por Whistler. En los Juegos Olímpicos de verano del año 1928, celebrados en Ámsterdam, participó en las competiciones de arte, obteniendo una medalla de oro.
Fue nombrado caballero en 1936. Fueron hijos suyos Ben Nicholson y Nancy Nicholson, lo mismo que el arquitecto Christopher 'Kit' Nicholson.
Se implicó en la ilustración de las primeras obras de Robert Graves, con Nancy, que fue la primera esposa de Graves. Escribió e ilustró libros de niños característicos: The Velveteen Rabbit («El conejo de pana», 1922) por Margery Williams y su propio Clever Bill («Bill el listo», 1926) y The Pirate Twins («Los gemelos piratas», 1929) para Faber & Faber.
También diseñó vidrieras, entre las que destaca una ventana memorial en la iglesia de San Andrés de Mells.